# Gesellschaftswissenschaftliches Institut Hannover
Das Gesellschaftswissenschaftliche Institut Hannover ist ein gemeinnütziger Verein, der 1991 in Hannover gegründet wurde. Inzwischen arbeiten in ihm Wissenschaftler aus unterschiedlichen Disziplinen (Philosophie, Mathematik, Sozialwissenschaften, Geschichte, Naturwissenschaften, Literatur- und Sprachwissenschaften) zusammen, deren Interesse am gegenwärtigen Stand des wissenschaftlichen Bewusstseins und der Gesellschaftswissenschaft durch die allen gemeinsame Orientierung an der philosophischen Tradition und der Marxschen Theorie bestimmt ist.
Das GI organisiert regelmäßig Seminare und Vorträge zu Themen der Gesellschaftswissenschaft, der Philosophie und fächerübergreifenden Gegenständen, außerdem bietet es in der vorlesungsfreien Zeit Ferienkurse an. Die Seminarreihen sollen das Lehrangebot der Universität Hannover ergänzen. Sie wurden in der Regel in Zusammenarbeit mit Dozenten des Philosophischen Seminars oder der sozialwissenschaftlichen Institute konzipiert. 
Die in der Regel in der Universität, teilweise auch im eigenen Seminarraum stattfindenden öffentlichen Seminare werden ehrenamtlich von Studenten höheren Semesters oder ehemaligen Studenten geleitet. Sie stehen nicht nur Studenten der Philosophie und der Sozialwissenschaften offen, sondern sie ermöglichen auch Studenten anderer Fachrichtungen, sich mit den philosophischen Grundlagen ihrer Wissenschaft vertraut zu machen. 
Neben den öffentlichen Angeboten gibt es Arbeitsgruppen, die der internen Weiterbildung sowie der Realisierung mehrjähriger Forschungsvorhaben dienen.
Seit dem November 2004 hat das GI zudem die Aufgabe, die Veröffentlichung des wissenschaftlichen Nachlasses von Peter Bulthaup zu organisieren. 
Zurzeit finanziert sich das GI zum überwiegenden Teil aus Spenden. 
Vorstand:
- Stephanie Heck
- Helge Nickele
- Michael Städtler

Mitarbeiter:
- Heiko Vollmann[1]

Wissenschaftlicher Beirat:
- Andreas Arndt (Berlin)
- Peter Bulthaup (†)
- Andreas Gruschka (Frankfurt am Main)
- Adelheid Homann (Oldenburg)
- Gernot Koneffke (†) (Darmstadt)
- Günther Mensching (Hannover)
- Moshe Zuckermann (Tel Aviv)